# فیزاهی
فیزاهی (ارمنی: Ֆիզահի؛  زادهٔ ۱۸۴۷ - درگذشته ۱۹۱۸) عاشوق، اهل ارمنستان بود.

## زندگی‌نامه
وی با نام اصلی گئورگ کاراپتیان ارمنی: Գևորգ Կարապետյան در ۱۸۴۷ در آلکساندراپول به دنیا آمد .  وی در ۱۹۱۸ در سن ۷۱ سالگی در آلکساندراپول درگذشت.